# ディープ・スロート (ウォーターゲート事件)
ディープ・スロート（英語: Deep Throat）とは、1972年6月にアメリカ合衆国で起こったウォーターゲート事件で、事件を調査報道した『ワシントン・ポスト』の記者ボブ・ウッドワードに指導する形で情報を示した、当時のニクソン政権内部の重要な情報源の人物の通称である。その正体は長い間不明であったが、事件から33年後の2005年5月に、事件当時FBI副長官だったマーク・フェルトが、自分が「ディープ・スロート」であったことを公表して正体が判明した。

## ウォーターゲート事件の経過
ウォーターゲート事件は1972年6月17日深夜に、米大統領選挙の予備選挙のさなかに、ワシントンD.C.のウォーターゲート・ビルにあったアメリカ民主党本部に、5人の男が盗聴装置を取り付けるために侵入して逮捕されたことから始まった事件で、その後に当時のリチャード・ニクソン大統領の再選委員会の警備主任が犯行に加わっていたことが発覚した。
直後に、水面下でホワイトハウスの大統領補佐官らが、すぐに「もみ消し工作」を行い、ニクソン大統領は事件の6日後に、このもみ消し工作を承認した。当初は事件の詳細がつかめず、「三流のコソ泥事件」とされて、同年11月の大統領選挙には何ら影響せず、ニクソン大統領が再選を果たした。この間もマスメディアも事件への関心は薄く、唯一『ワシントン・ポスト』が事件の報道を続けていた。
しかし翌年の1973年3月に、侵入犯のジェームズ・W・マッコード・ジュニアが証言でニクソン再選委員会及びニクソン政権側近が関与していると暴露し、その後に数々の不正の発覚や、もみ消しを否定したニクソン大統領への疑惑が拡大して、やがて大統領執務室での会話を録音したテープの存在が明らかになった。
このテープの提出を巡る、大統領側とアメリカ合衆国議会・特別検察官側との攻防が続き、特別検察官の解任、司法長官及び次官の辞任、最後には大統領の嘘が録音テープから明らかになって、アメリカ合衆国下院で大統領弾劾の発議がされて、1974年8月9日にニクソンはアメリカ合衆国大統領の辞任に追い込まれた（ただし、下院本会議での弾劾決議が出る前にニクソンは辞職し、アメリカ合衆国上院での弾劾裁判は開始されていない）。

## ワシントンポストの報道
当初、この事件は単なる「盗聴騒ぎ」としてそれほどには注目されていなかった。そのなかで『ワシントン・ポスト』のボブ・ウッドワードとカール・バーンスタインは事件発覚の日から取材を続けていた。やがて取材に行き詰まったウッドワードは、3年前の海軍在籍時に親しくなった「政権内部の重要人物」に接触を求め、1972年10月の深夜にワシントンのポトマック河畔のある駐車場で面会し、事件の真相について尋ねたことが「ディープ・スロート」の発端である。
ウッドワードはこの重要な取材源を隠すことに最大限の注意を払い、彼も自らの話を記事にしないことをウッドワードに約束させて、ウッドワードとの話に応じた。ただし、後にウッドワードが述べているように、一般的に政権内部のことについての情報を提供したことはなく、「政権内部の重要人物」はウッドワードの問いかけに具体的に答えることはせず、どこに行けばそれに関した重要な情報が得られるか、そのことを伝えていた。ウッドワードはやがてこの「政権内部の重要人物」からの情報を柱に違う角度からの記事を書いていった。ウッドワードとバーンスタインは、事件の情報源となったホワイトハウスの内部深くを知る匿名の密告者を「ディープ・バックグラウンド」という仮名で呼んでいたが、事件が起こった1972年1月に公開され、大ヒットしたポルノ映画『ディープ・スロート』から、当時の『ワシントン・ポスト』編集局次長ハワード・サイモンが、冗談を込めてこの呼び名を使うようになった。
「ディープ・スロート」は厳密には内部告発を行なったわけではなく、世間に対して自ら何かを訴えたわけでも、情報を自分で漏らしたわけでもない。情報を入手して世間に明かしたのは、『ワシントン・ポスト』の2人の記者である。具体的に「ディープ・スロート」が行ったのは、情報を得る方法を記者達に示唆したことである。「ここに情報がある」という風に直接的に情報を示すかわりに、「こういう情報を探せ」という様な道筋をおおまかに示した。具体的に道筋を見つけたのは、あくまでも記者たちの仕事だった。
その後、ウッドワードが取材し見つけたものに対して、「ディープ・スロート」は「それではまだ不足だ。もっと探せ」とか、「同じ種類の情報をもっと探せ。二重チェックせよ」などと言い、あるいは「それでいい」と合格点を与えることもあった。「ディープ・スロート」は、どのような情報があるかを明らかに知っていたことになるが、自分で直接教えることはしていないため、秘密漏洩をしたわけではない。

## ディープ・スロートの正体

マーク・フェルト

「ディープ・スロート」が誰なのかは、長い間謎であった。一般には「ディープ・スロート」は、ウォーターゲート事件の真相を知っていたが、何らかの理由で自ら告発者となることが出来なかったと考えられた。ニクソン政権幹部で、事件の隠蔽工作を行ったとされるフレッド・ラルーや、ジョージ・H・W・ブッシュ、ヘンリー・キッシンジャーらの名が噂された。
また、レン・コロドニーとロバート・ゲトリンの著書『静かなるクーデター』（新潮社刊 ISBN 978-4105265014）では、ペンタゴンからニクソン政権に送り込まれた大統領特別補佐官アレクサンダー・ヘイグ准将以外ありえないと論じられた。
そして2005年5月31日、事件当時のFBI副長官だったマーク・フェルトが雑誌『ヴァニティ・フェア』の記事をきっかけとして、自分が「ディープ・スロート」であったことを公表した。
『ワシントン・ポスト』で、ウォーターゲート事件を取材したウッドワードも、フェルトが「ディープ・スロート」であったことを認め、ウッドワードはその年の秋に、内幕を明かした『ディープ・スロート 大統領を葬った男』（伏見威蕃訳、文藝春秋、2005年10月 ISBN 978-4163675800）を刊行した。
フェルトは2008年12月18日、カリフォルニア州サンタローザ市内の自宅で95歳で死去した。
ただし、1972年10月にウッドワードとフェルトが初めて「密会」してから数日をおかずに、『ワシントン・ポスト』に情報を入れたのはフェルトだったとハリー・ロビンス・ハルデマン補佐官がニクソンに報告している。この報告の時期と内容は、後に大統領執務室の録音テープから明らかになったことである。
後にウッドワードは、その著作の中で「ハルデマンからニクソンへの報告の情報源」は、『ワシントン・ポスト』内の誰かであったと書いている。

## 行為に対する評価
「ディープ・スロート」の正体がフェルトであったことが明らかになると、政権幹部としてその行為への様々な評価が交錯した。
元上院議員のマイク・グラベルは「彼は英雄であり、自由勲章を与えられるべきだ」と告発を称賛した。一方、ニクソンのスピーチライターでもあったパトリック・ブキャナンは「彼が30年以上隠し通してきたのは、自分の行為を恥じているからだ」と非難した。43代大統領ジョージ・W・ブッシュは、フェルトの評価について「判断するのは難しい」と述べた。
動機の一つに、FBI長官昇進問題に対するフェルトの個人的な不満があったとされる点も、評価が分かれる一因とみられる。

## 映画化
2017年の映画『ザ・シークレットマン』はフェルトを主人公として、FBIの側からウォーターゲート事件を描いた作品となっている。フェルト役を演じたのはリーアム・ニーソン。

## 創作におけるディープ・スロート
映画監督アンドリュー・フレミングは、「ディープ・スロートの正体はわずか15歳の2人の女子学生であった」とする大胆な設定のコメディー映画『キルスティン・ダンストの大統領に気をつけろ!』（1999年。キルスティン・ダンスト、ミシェル・ウィリアムズ主演）を製作した。
コミック『ウォッチメン』においてアラン・ムーアは、ニクソンに送り込まれたヒーロー「コメディアン」によってウォーターゲート事件は隠匿され、結果ニクソンが大統領の座に座り続けたパラレルワールドの設定で物語を書いている。ゲーム版においてはこの一件が中心となっており、ディープ・スロートことフェルト、およびワシントン・ポストの記者ウッドワードとバーンスタインらが殺害されるに至った経緯が描かれる。
テレビドラマ『X-ファイル』に登場する情報提供者の名も同じディープ･スロートで、設定ではウォーターゲート事件において『ワシントン・ポスト』に情報提供した人物とされている。
PlayStationのゲーム『メタルギアソリッド』ではグレイ・フォックスが正体を隠してソリッド・スネークに無線で助言した際にディープ・スロートと名乗っており、スネークがウォーターゲート事件に言及している。